# Viktoria Weber

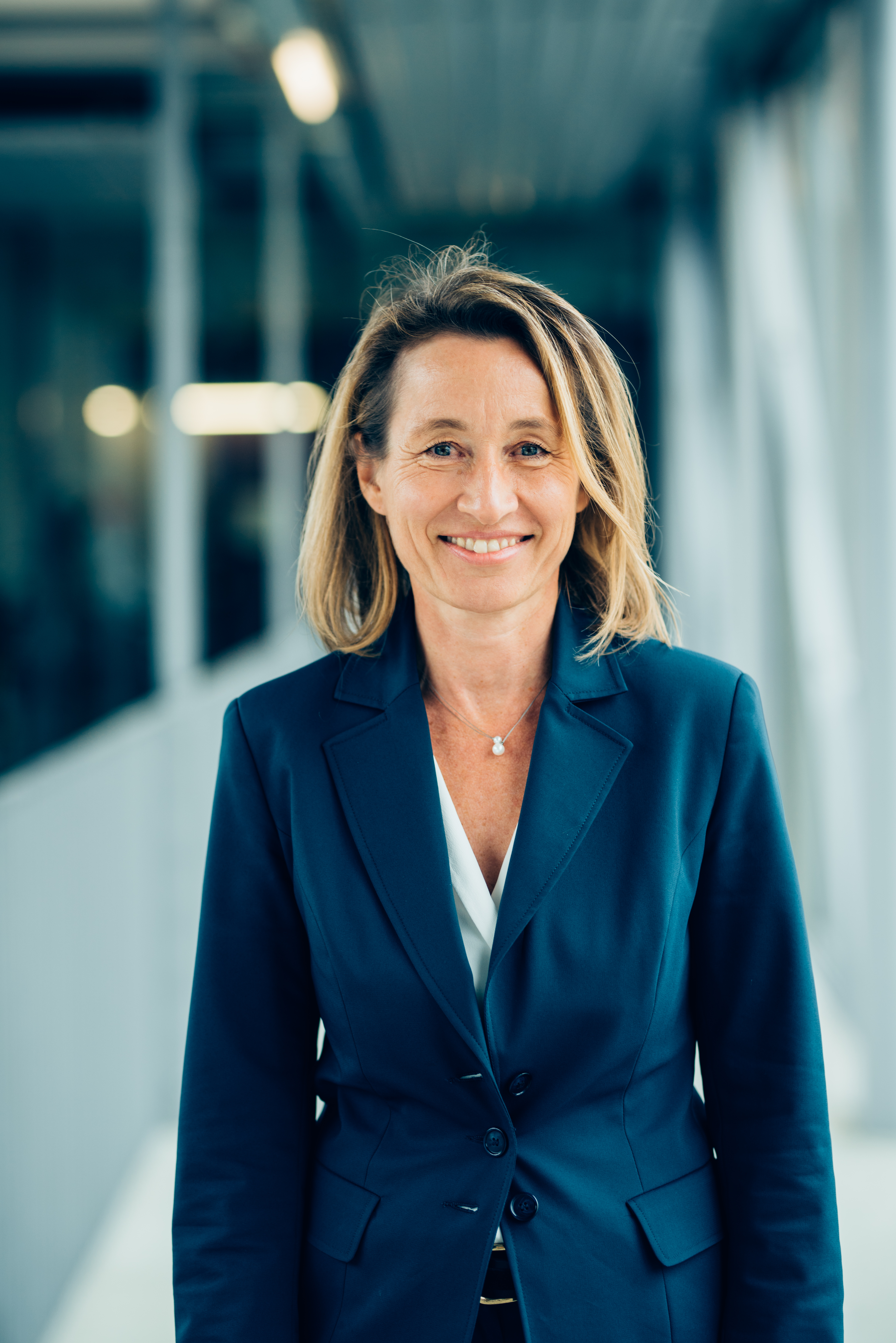
Viktoria Weber

Viktoria Weber (* 3. Februar 1967 in Krems an der Donau) ist eine österreichische Biochemikerin. Sie ist seit 2010 Professorin für medizinische Biochemie an und seit 2025 Rektorin der Universität für Weiterbildung Krems.

## Leben
Weber studierte Lebensmittel- und Biotechnologie an der Universität für Bodenkultur in Wien, wurde 1990 zur Diplomingenieurin graduiert und 1993 zur Doktorin der Bodenkultur (Dr. nat. techn.) promoviert. Von 1994 bis 1996 war sie wissenschaftliche Mitarbeiterin am Institut für Tumorbiologie und Krebsforschung der Universität Wien (heute: Medizinische Universität Wien) und ab 1999 am Zentrum für Biomedizinische Technologie der Donau-Universität Krems. Von 2004 bis 2005 war Weber Mitglied im Gründungskonvent der Donau-Universität Krems und von 2005 bis 2008 stellvertretende Senatsvorsitzende. Im Jahr 2008 erfolgte die Habilitation für das Fachgebiet Biochemie an der Universität für Bodenkultur Wien und 2010 die Berufung als Universitätsprofessorin für Medizinische Biochemie an der Donau-Universität Krems, wo sie seit 2015 das Department für Biomedizinische Forschung leitet. Seit Dezember 2010 ist Weber Vizerektorin für Forschung, seit August 2021 Vizerektorin für Forschung und nachhaltige Entwicklung an der Universität für Weiterbildung Krems. Im August 2025 übernimmt sie das Amt der Rektorin der Universität für Weiterbildung Krems in Nachfolge von Friedrich Faulhammer. Mit 1. August 2025 hat sie ihr Amt als Universitätsrektorin angetreten.
Weber war von 2021 bis 2023 Präsidentin der Europäischen Gesellschaft für Künstliche Organe (ESAO) und übernahm 2023 die Präsidentschaft der Österreichischen Gesellschaft für Molekulare Biowissenschaften und Biotechnologie (ÖGMBT). Sie ist Mitbegründerin der Austrian Society for Extracellular Vesicles (ASEV). 2021 wurde sie in die Klasse für Natur- und Technikwissenschaften der Leibniz-Sozietät der Wissenschaften zu Berlin aufgenommen.
Weber ist in wissenschaftlichen Gremien und Organisationen beratend tätig, unter anderem seit 2020 als Mitglied des wissenschaftlichen Beirats der Österreichischen Forschungsgemeinschaft (ÖFG) sowie als Board Member der Vienna Biocenter Core Facilities und des Complexity Science Hub Vienna (CSH). Seit 2024 ist sie Vorsitzende im Strategic Orientation Committee des EIT Health Austria.
Weber ist Autorin von rund 100 peer-reviewed Publikationen mit 9900 Zitierungen (h-Index 31 laut Scopus, Mai 2024).

## Forschungsschwerpunkte
- Blut-Biomaterial-Interaktion: Entwicklung blutverträglicher Materialien; Biokompatibilität
- Inflammation und Sepsis: Aktivierung des Endothels in der Sepsis, extrakorporale Therapien
- Extrazelluläre Vesikel: Charakterisierungsmethoden; Rolle in Gerinnung und Immunmodulation

### Forschungsprojekte
- Ovarian Cancer-Diagnosis of a Silent Killer (2006–2008)[14]
- CD-Labor für Innovative Therapieansätze in der Sepsis (2013–2019)[15]
- Next Generation Sepsis Diagnosis (2016–2020)[16][17]
- Pandemic Information to Support Rapid Response (2024–2027)[18]
- EVision: Extracellular Vesicles in Inflammation (2024–2028)[19]

## Auszeichnungen
- 2023: Houska-Preis: erster Preis in der Kategorie F&E in KMU mit CubeDx[20]
- 2017: science2business Award[21]
- 2009: Liese-Prokop-Frauenpreis[22]
- 2001: Young Investigator Award, European Society for Artificial Organs
- 1993: Anton-Kurir Preis, Universität für Bodenkultur Wien